# つげ義春日記
『つげ義春日記』（つげよしはるにっき）は、1983年に『小説現代』に8回に分けて連載された、日本の漫画家つげ義春による日記。12月には未発表の1980年分を加え、全244頁からなる単行本として講談社より刊行された。

## 概要
つげの1975年（昭和50年）から1980年（昭和55年）の6年間にわたる生活の一部を赤裸々に日記として公開したもの。長男・つげ正助の出産に始まり、夫婦間の葛藤、母親や弟（つげ忠男）との関係、近所との付き合い、不動産探し、仕事上のことなど私生活上のすべてにわたり、抜粋して描いている。特に夫人である藤原マキが子宮ガンを発症し、そのことに起因しつげ自らが胃炎と不安神経症を発症するまでが克明に描かれている。
つげは、文学の中でも特に私小説を好んで読んでおり、作品のみならず、日記や年譜を熱心に読んでいた。ときには作品すら読まず、それらのみを読むことすらあった。これは、作家のこまごまとした私生活上の出来事や境遇に興味を抱き、それを知りたいがためであった。その理由としては、つげ自身が人生経験に乏しく、未熟であり、生き方が下手で、いつも動揺しながら暗中模索で辛うじて生きてきたという気持ちを抱いており、そのために他人の生き方を見ることが参考になり、慰藉を得、勇気付けられることで不安から解放されたいという期待を抱いていたからと説明する。そうした事情が、つげ自身の生々しい自身の記録を公開する力の後押しとなった（著者あとがきより）。
連載中は編集担当者である藤岡啓司により「これは私小説ですよ」というおだてに励まされた。
しかし、登場人物が家族、親戚、知人、友人、さらには近所の主婦に至るまで実名で登場し、主観による一方的な書き方であったことや、誇張や暗さを強調しすぎたため、藤原との間でひと悶着起こることとなる。単行本には、つげおよび藤原、幼少の長男など家族写真が散りばめられている。

## 刊行書誌
- 『つげ義春日記』講談社、1983年。ISBN 978-4062009089
- 『つげ義春日記』講談社文芸文庫、2020年3月。ISBN 978-4065190678
- 『つげ義春大全 別巻2』講談社KCデラックス、2021年。全22冊